# Moeno Sakaguchi
Moeno Sakaguchi (født 4. juni 1992) er en japansk fodboldspiller. Hun er medlem af Japans kvindefodboldlandshold.

## Japans fodboldlandshold
| Japans landshold | Japans landshold | Japans landshold |
| År               | Kmp              | Mål              |
| ---------------- | ---------------- | ---------------- |
| 2018             | 10               | 1                |
| Total            | 10               | 1                |